# Birmanisch-Siamesischer Krieg 1563–1564
Der Birmanisch-Siamesische Krieg 1563–1564 (auch „Krieg um die weißen Elefanten“, thailändisch สงครามช้างเผือก, RTGS Songkhram Chang Phueak) war eine militärische Auseinandersetzung zwischen dem birmanischen Reich der Taungu-Dynastie und dem Königreich Ayutthaya.

## Vorgeschichte
Der birmanische Feldherr und König Tabinshwehti (reg. 1531–1550) aus der Taungu-Dynastie vereinte die vielen birmanischen Staaten zum Zweiten Birmanischen Reich, das er ab 1539 von Pegu (thailändisch Hongsawadi) aus regierte. 1548/49 kam es zum ersten kriegerischen Zusammenstoß mit dem siamesischen Königreich Ayutthaya. Jedoch wurde Tabinshwehti 1550 von Angehörigen der Mon ermordet. Ihm folgte sein Schwager Bayinnaung, der ein noch besser organisierter und aggressiverer Heerführer war, die Revolte der Mon niederschlug und die birmanischen Fürstentümer unter seiner Herrschaft erneut einte. 1557 brachte er auch die meisten Staaten der Shan (im Norden des heutigen Myanmar), 1558 Lan Na (das heutige Nordthailand) sowie 1562 die „chinesischen Shan“-Staaten Keng Tung und Chiang Hung unter seine Kontrolle.
Das birmanische „Reich“ von Pegu ebenso wie das siamesische „Reich“ von Ayutthaya sowie Lan Xang im heutigen Laos waren keine einheitlichen Staaten, sondern Mandalas oder „Netzwerke der Loyalitäten“, die auf persönlichen Vasallenbeziehungen der lokalen und regionalen Fürsten zu ihren mächtigen Oberherrschern aufbauten. Bayinnaung von Pegu, Chakkraphat von Ayutthaya und Setthathirath von Lan Xang erhoben gleichzeitig den Anspruch, der Chakravartin zu sein, das heißt der universelle Herrscher der buddhistischen Welt.

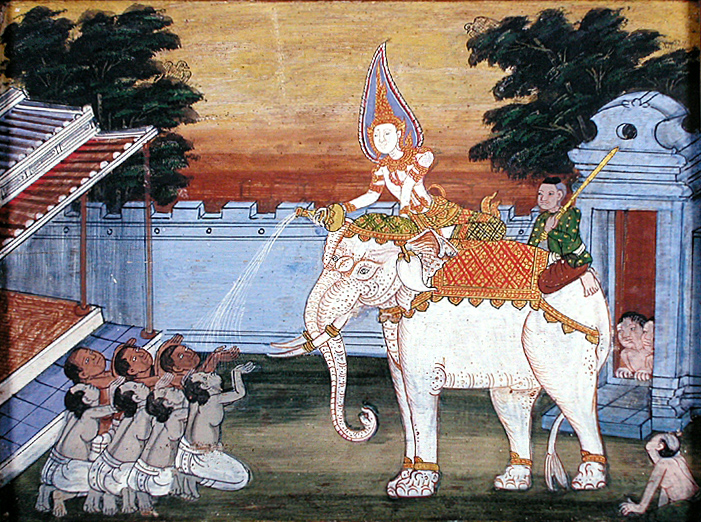
Königlicher Weißer Elefant (thailändisches Gemälde aus dem 19. Jahrhundert)

Nach Darstellung des thailändisch-nationalistischen Geschichtsschreibers Prinz Damrong Rajanubhab fürchtete Bayinnaung, dass sich die von ihm unterworfenen Shan (Tai-Völker) mit den ihnen ethnisch und sprachlich verwandten Thai von Ayutthaya verbünden wollten. Dies sei das Motiv für seinen 1563 begonnenen Präventivschlag gegen Ayutthaya gewesen. Als Vorwand benutzte er die Weigerung des siamesischen Königs Maha Chakkraphat, ihm zwei seiner sieben weißen Elefanten als Tribut zu senden. Darauf nahm Bayinnaung den Kampf mit dem mächtigen Nachbarn Ayutthaya auf, wobei er portugiesische Söldner in seinen Reihen wusste.
In der Chronik des niederländischen Chronisten Jeremias Van Vliet, der sich im 17. Jahrhundert in Ayutthaya aufhielt und dort die siamesische Geschichte studierte, wird ein anderer Auslöser genannt: Der siamesische Vizekönig und Herr von Phitsanulok, Prinz Maha Thammaracha, Schwiegersohn des Königs Chakkraphat, soll im Streit seine Frau, Prinzessin Wisutkasat geschlagen haben. Aus Angst vor der Rache ihres Vaters, der ihm nach dem Leben getrachtet haben soll, sei er nach Birma geflohen und habe König Bayinnaung „ersucht, Krieg gegen Siam zu führen“. Um Bayinnaung davon zu überzeugen, provozierte er dessen Neid auf Chakkraphat, der sieben weiße Elefanten besaß.
Die Rolle, die Maha Thammaracha in diesem Krieg spielte, divergiert in den verschiedenen Quellen. In den Königlichen Chroniken von Ayutthaya steht er auf der Seite Siams, scheint sich – in der Interpretation Chris Bakers und Pasuk Phongpaichits – jedoch „seltsam zurückzuhalten“.

## Verlauf
Bayinnaungs Truppen marschierten einerseits über das Gebirge (bei Tak), andererseits vom unter birmanischer Oberherrschaft stehenden Chiang Mai den Ping-Fluss hinab nach Siam ein. Je nach Darstellung wurden sie in Phitsanulok von den Truppen des dortigen Vizekönigs Maha Thammaracha verstärkt, der laut Van Vliet die Seiten gewechselt hatte und als Feldmarschall das gesamte Fußvolk in Bayinnaungs Heer kommandierte.
Bayinnaung setzte neben den Söldnern aus Portugal auch deren Kanonen ein. Vor den Toren der Hauptstadt Ayutthaya angelangt, positionierten die portugiesischen Artilleristen ihre Geschütze auf hölzernen Türmen und feuerten über die Mauern hinweg mitten in die Stadt, wo sie Häuser und Klöster zerstörten.
König Chakkraphat von Ayutthaya kapitulierte.

## Auswirkungen
Ayutthaya wurde ein Vasall Pegus. Chakkraphat schenkte Bayinnaung nicht nur zwei, sondern vier seiner weißen Elefanten. Zudem überließ er den Birmanen seinen Sohn Ramesuan und zwei weitere hochrangige Adelige als Geiseln. Viele fähige Handwerker und Künstler wurden von Ayutthaya nach Pegu gebracht. Anders als bei späteren Einnahmen wurde die Hauptstadt jedoch nicht geplündert, keine Reliquien oder Massen an Arbeitskräften verschleppt. Später musste auch König Chakkraphat selbst nach Pegu reisen, Bayinnaung als Chakravartin Treue schwören und wurde anschließend als Geisel festgehalten. An Chakkraphats Stelle regierte sein Sohn Mahin anschließend in Ayutthaya. Auch die Söhne des Maha Thammaracha von Phitsanulok, die Prinzen Naresuan und Ekathotsarot, wurden als Garantie für die Treue ihres Vaters nach Pegu gebracht. Dort wurden sie jedoch wie die Söhne birmanischer Fürsten behandelt und erhielten eine Ausbildung als Pagen, um später als Kommandeure im birmanischen Heer dienen zu können.
Bayinnaung erlaubte Chakkraphat, sich zum Mönch weihen zu lassen und – nach zwei Jahren in Pegu – auf Pilgerfahrt nach Siam zu gehen. Dort angekommen, legte er jedoch die Mönchsrobe ab und setzte sich wieder auf den Thron. Daraufhin unternahm Bayinnaung 1568/69 einen neuerlichen Feldzug gegen Ayutthaya.